# A-League Pre-Season Challenge Cup 2008
A-League Pre-Season Challenge Cup 2008 var den fjärde och sista försäsongsturneringen, som spelades under juli och augusti 2008 som en uppladdning till ligaspelet. Denna säsongen hade slutspelet tagit bort och ersatt en direkt final mellan gruppvinnarna.

## Gruppspel

### Grupp A
| Nr | Lag                   | S | V | O | F | GM | IM | MS | P |
| -- | --------------------- | - | - | - | - | -- | -- | -- | - |
| 1  | Melbourne Victory     | 3 | 2 | 0 | 1 | 3  | 2  | +1 | 6 |
| 2  | Adelaide United       | 3 | 1 | 2 | 0 | 2  | 1  | +1 | 5 |
| 3  | Newcastle United Jets | 3 | 0 | 2 | 1 | 1  | 2  | −1 | 2 |
| 4  | Perth Glory           | 3 | 0 | 2 | 1 | 1  | 2  | −1 | 2 |

|             | 19 juli 2008 | Perth Glory         | 1 – 1           | Newcastle United Jets | Hyundai Stadium                                                  |                                                                  |
| 19:00 UTC+8 | 19:00 UTC+8  | Adrian Trinidad 12′ | (1 – 1) Rapport | 36′ Noel Spencer      | Mandurah, Western Australia Publik: 3 825 Domare: Steven Gregory | Mandurah, Western Australia Publik: 3 825 Domare: Steven Gregory |
| 19:00 UTC+8 | 19:00 UTC+8  |                     |                 |                       | Mandurah, Western Australia Publik: 3 825 Domare: Steven Gregory | Mandurah, Western Australia Publik: 3 825 Domare: Steven Gregory |
| 19:00 UTC+8 | 19:00 UTC+8  |                     |                 |                       | Mandurah, Western Australia Publik: 3 825 Domare: Steven Gregory | Mandurah, Western Australia Publik: 3 825 Domare: Steven Gregory |

|              | 20 juli 2008 | Melbourne Victory          | 1 – 2           | Adelaide United                         | Aurora Stadium                                          |                                                         |
| 13:00 UTC+10 | 13:00 UTC+10 | Ney Fabiano de Oliveira 8′ | (1 – 1) Rapport | 33′, 90′ Cristiano dos Santos Rodrigues | Launceston, Tasmanien Publik: 4 720 Domare: Ben William | Launceston, Tasmanien Publik: 4 720 Domare: Ben William |
| 13:00 UTC+10 | 13:00 UTC+10 |                            |                 |                                         | Launceston, Tasmanien Publik: 4 720 Domare: Ben William | Launceston, Tasmanien Publik: 4 720 Domare: Ben William |
| 13:00 UTC+10 | 13:00 UTC+10 |                            |                 |                                         | Launceston, Tasmanien Publik: 4 720 Domare: Ben William | Launceston, Tasmanien Publik: 4 720 Domare: Ben William |

|             | 26 juli 2008 | Perth Glory | 0 – 1           | Melbourne Victory   | Members Equity Stadium                                      |                                                             |
| 15:00 UTC+8 | 15:00 UTC+8  |             | (0 – 1) Rapport | 11′ Michael Thwaite | Perth, Western Australia Publik: 3 020 Domare: Craig Zetter | Perth, Western Australia Publik: 3 020 Domare: Craig Zetter |
| 15:00 UTC+8 | 15:00 UTC+8  |             |                 |                     | Perth, Western Australia Publik: 3 020 Domare: Craig Zetter | Perth, Western Australia Publik: 3 020 Domare: Craig Zetter |
| 15:00 UTC+8 | 15:00 UTC+8  |             |                 |                     | Perth, Western Australia Publik: 3 020 Domare: Craig Zetter | Perth, Western Australia Publik: 3 020 Domare: Craig Zetter |

|              | 26 juli 2008 | Newcastle United Jets | 0 – 0   | Adelaide United | Baddeley Park                                               |                                                             |
| 19:00 UTC+10 | 19:00 UTC+10 |                       | Rapport |                 | Cessnock, New South Wales Publik: 2 756 Domare: James Lewis | Cessnock, New South Wales Publik: 2 756 Domare: James Lewis |
| 19:00 UTC+10 | 19:00 UTC+10 |                       |         |                 | Cessnock, New South Wales Publik: 2 756 Domare: James Lewis | Cessnock, New South Wales Publik: 2 756 Domare: James Lewis |
| 19:00 UTC+10 | 19:00 UTC+10 |                       |         |                 | Cessnock, New South Wales Publik: 2 756 Domare: James Lewis | Cessnock, New South Wales Publik: 2 756 Domare: James Lewis |

|              | 2 augusti 2008 | Newcastle United Jets | 0 – 1           | Melbourne Victory | Port Macquarie Regional Stadium                                    |                                                                    |
| 14:30 UTC+10 | 14:30 UTC+10   |                       | (0 – 0) Rapport | 82′ Tom Pondeljak | Port Macquarie, New South Wales Publik: 3 123 Domare: Stuart Wolfe | Port Macquarie, New South Wales Publik: 3 123 Domare: Stuart Wolfe |
| 14:30 UTC+10 | 14:30 UTC+10   |                       |                 |                   | Port Macquarie, New South Wales Publik: 3 123 Domare: Stuart Wolfe | Port Macquarie, New South Wales Publik: 3 123 Domare: Stuart Wolfe |
| 14:30 UTC+10 | 14:30 UTC+10   |                       |                 |                   | Port Macquarie, New South Wales Publik: 3 123 Domare: Stuart Wolfe | Port Macquarie, New South Wales Publik: 3 123 Domare: Stuart Wolfe |

|              | 2 augusti 2008 | Adelaide United | 0 – 0   | Perth Glory | Vansittart Park                                                     |                                                                     |
| 14:30 UTC+10 | 14:30 UTC+10   |                 | Rapport |             | Mount Gambier, South Australia Publik: 2 500 Domare: Kevin Docherty | Mount Gambier, South Australia Publik: 2 500 Domare: Kevin Docherty |
| 14:30 UTC+10 | 14:30 UTC+10   |                 |         |             | Mount Gambier, South Australia Publik: 2 500 Domare: Kevin Docherty | Mount Gambier, South Australia Publik: 2 500 Domare: Kevin Docherty |
| 14:30 UTC+10 | 14:30 UTC+10   |                 |         |             | Mount Gambier, South Australia Publik: 2 500 Domare: Kevin Docherty | Mount Gambier, South Australia Publik: 2 500 Domare: Kevin Docherty |

### Grupp B
| Nr | Lag                    | S | V | O | F | GM | IM | MS | P |
| -- | ---------------------- | - | - | - | - | -- | -- | -- | - |
| 1  | Wellington Phoenix     | 3 | 2 | 1 | 0 | 5  | 3  | +2 | 7 |
| 2  | Central Coast Mariners | 3 | 2 | 0 | 1 | 5  | 2  | +3 | 6 |
| 3  | Sydney                 | 3 | 1 | 0 | 2 | 4  | 7  | −3 | 3 |
| 4  | Queensland Roar        | 3 | 0 | 1 | 2 | 3  | 5  | −2 | 1 |

|              | 19 juli 2008 | Sydney                                | 2 – 1           | Queensland Roar     | Campbelltown Stadium                                               |                                                                    |
| 19:00 UTC+10 | 19:00 UTC+10 | Chris Payne 53′ Mitchell Prentice 57′ | (0 – 0) Rapport | 49′ Sergio van Dijk | Campbelltown, New South Wales Publik: 4 222 Domare: Matthew Breeze | Campbelltown, New South Wales Publik: 4 222 Domare: Matthew Breeze |
| 19:00 UTC+10 | 19:00 UTC+10 |                                       |                 |                     | Campbelltown, New South Wales Publik: 4 222 Domare: Matthew Breeze | Campbelltown, New South Wales Publik: 4 222 Domare: Matthew Breeze |
| 19:00 UTC+10 | 19:00 UTC+10 |                                       |                 |                     | Campbelltown, New South Wales Publik: 4 222 Domare: Matthew Breeze | Campbelltown, New South Wales Publik: 4 222 Domare: Matthew Breeze |

|              | 19 juli 2008 | Wellington Phoenix     | 1 – 0           | Central Coast Mariners | Westpac Stadium                                 |                                                 |
| 16:00 UTC+12 | 16:00 UTC+12 | Daniel Lins Cortês 72′ | (0 – 0) Rapport |                        | Wellington Publik: 4 853 Domare: Michael Hester | Wellington Publik: 4 853 Domare: Michael Hester |
| 16:00 UTC+12 | 16:00 UTC+12 |                        |                 |                        | Wellington Publik: 4 853 Domare: Michael Hester | Wellington Publik: 4 853 Domare: Michael Hester |
| 16:00 UTC+12 | 16:00 UTC+12 |                        |                 |                        | Wellington Publik: 4 853 Domare: Michael Hester | Wellington Publik: 4 853 Domare: Michael Hester |

|              | 27 juli 2008 | Central Coast Mariners                            | 3 – 0           | Sydney | Bluetongue Stadium                                         |                                                            |
| 15:00 UTC+10 | 15:00 UTC+10 | Brad Porter 43′ Sasho Petrovski 60′ Nik Mrdja 68′ | (1 – 0) Rapport |        | Gosford, New South Wales Publik: 7 107 Domare: Chris Beath | Gosford, New South Wales Publik: 7 107 Domare: Chris Beath |
| 15:00 UTC+10 | 15:00 UTC+10 |                                                   |                 |        | Gosford, New South Wales Publik: 7 107 Domare: Chris Beath | Gosford, New South Wales Publik: 7 107 Domare: Chris Beath |
| 15:00 UTC+10 | 15:00 UTC+10 |                                                   |                 |        | Gosford, New South Wales Publik: 7 107 Domare: Chris Beath | Gosford, New South Wales Publik: 7 107 Domare: Chris Beath |

|              | 27 juli 2008 | Queensland Roar     | 1 – 1           | Wellington Phoenix | Stockland Park                                                   |                                                                  |
| 15:00 UTC+10 | 15:00 UTC+10 | Sergio van Dijk 18′ | (1 – 0) Rapport | 74′ Adam Kwasnik   | Sunshine Coast, Queensland Publik: 3 832 Domare: Regis Queffelec | Sunshine Coast, Queensland Publik: 3 832 Domare: Regis Queffelec |
| 15:00 UTC+10 | 15:00 UTC+10 |                     |                 |                    | Sunshine Coast, Queensland Publik: 3 832 Domare: Regis Queffelec | Sunshine Coast, Queensland Publik: 3 832 Domare: Regis Queffelec |
| 15:00 UTC+10 | 15:00 UTC+10 |                     |                 |                    | Sunshine Coast, Queensland Publik: 3 832 Domare: Regis Queffelec | Sunshine Coast, Queensland Publik: 3 832 Domare: Regis Queffelec |

|              | 2 augusti 2008 | Sydney                                           | 2 – 3           | Wellington Phoenix                                 | WIN Stadium                                                       |                                                                   |
| 19:00 UTC+10 | 19:00 UTC+10   | Alex Brosque 16′ Iain Fyfe 39′ Mitchell Prentice | (2 – 0) Rapport | 57′ Troy Hearfield 62′ Shane Smeltz 82′ Gao Leilei | Wollongong, New South Wales Publik: 6 124 Domare: Srebre Delovski | Wollongong, New South Wales Publik: 6 124 Domare: Srebre Delovski |
| 19:00 UTC+10 | 19:00 UTC+10   |                                                  |                 |                                                    | Wollongong, New South Wales Publik: 6 124 Domare: Srebre Delovski | Wollongong, New South Wales Publik: 6 124 Domare: Srebre Delovski |
| 19:00 UTC+10 | 19:00 UTC+10   |                                                  |                 |                                                    | Wollongong, New South Wales Publik: 6 124 Domare: Srebre Delovski | Wollongong, New South Wales Publik: 6 124 Domare: Srebre Delovski |

|              | 3 augusti 2008 | Queensland Roar   | 1 – 2           | Central Coast Mariners                 | Perry Park                                             |                                                        |
| 15:00 UTC+10 | 15:00 UTC+10   | Michael Zullo 51′ | (0 – 1) Rapport | 29′ Ahmad Elrich 32′ Dylan MacAllister | Brisbane, Queensland Publik: 3 241 Domare: Peter Green | Brisbane, Queensland Publik: 3 241 Domare: Peter Green |
| 15:00 UTC+10 | 15:00 UTC+10   |                   |                 |                                        | Brisbane, Queensland Publik: 3 241 Domare: Peter Green | Brisbane, Queensland Publik: 3 241 Domare: Peter Green |
| 15:00 UTC+10 | 15:00 UTC+10   |                   |                 |                                        | Brisbane, Queensland Publik: 3 241 Domare: Peter Green | Brisbane, Queensland Publik: 3 241 Domare: Peter Green |

## Final
|              | 6 augusti 2008 | Wellington Phoenix         | 0 – 0   | Melbourne Victory | Westpac Stadium                                |                                                |
| 19:30 UTC+12 | 19:30 UTC+12   |                            | Rapport |                   | Wellington Publik: 9 208 Domare: Peter O'Leary | Wellington Publik: 9 208 Domare: Peter O'Leary |
| 19:30 UTC+12 | 19:30 UTC+12   |                            |         |                   | Wellington Publik: 9 208 Domare: Peter O'Leary | Wellington Publik: 9 208 Domare: Peter O'Leary |
| 19:30 UTC+12 | 19:30 UTC+12   | Straffsparksläggning 7 – 8 |         |                   | Wellington Publik: 9 208 Domare: Peter O'Leary | Wellington Publik: 9 208 Domare: Peter O'Leary |